# Stephanie Soechtig
Stephanie Soechtig ist eine US-amerikanische Regisseurin und Filmemacherin, die für Dokumentarfilme wie Abgefüllt (2009), Fed Up – Du bist, was du isst (2014), Under the Gun (2016) und The Devil We Know – Das unsichtbare Gift (2018) bekannt ist.

## Ausbildung
Soechtig erwarb ihren Bachelorabschluss in Journalismus an der New York University. Später studierte sie an der Western Connecticut State University.

## Karriere
Soechtig war Mitbegründerin von Atlas Films, einer Produktionsfirma, die Dokumentarfilme zu sozialen Themen produzierte. 2009 produzierten sie Abgefüllt, bei dem sie zusammen mit Jason Lindsey Regie führte. 2014 führte sie bei dem Dokumentarfilm Fed Up – Du bist, was du isst Regie, schrieb und produzierte ihn. Bei Under the Gun führte Soechtig in Zusammenarbeit mit Katie Couric Regie, mit der sie auch bei Abgefüllt (Tapped) und Fed Up zusammengearbeitet hatte. Under the Gun war ein „Sundance-Favorit“. Laut The Guardian bot der Film einen "in-depth look at the ways gun control advocates have tried to counteract the power of the National Rifle Association".

## Auszeichnungen
Soechtig gewann 2018 den Impact Award des Vancouver International Film Festival (VIFF) für ihren Dokumentarfilm The Devil We Know – Das unsichtbare Gift.